# سام إيوينغ
سام إيوينغ (بالإنجليزية: Sam Ewing)‏ هو لاعب كرة قاعدة أمريكي، ولد في 9 أبريل 1949 في تينيسي في الولايات المتحدة.

## وصلات خارجية
- سام إيوينغ على موقع الدوري الياباني لكرة القاعدة (الإنجليزية)
- سام إيوينغ على موقعبيزبول رفرنس.كوم (الدوري الرئيسي) (الإنجليزية)
- سام إيوينغ على موقعبيزبول رفرنس.كوم (الدوري الثانوي) (الإنجليزية)